# Incauca
Incauca es una empresa agroindustrial colombiana dedicada a la producción y comercialización de azúcar, etanol y otros productos derivados de la caña de azúcar.
Tiene operaciones en el norte del departamento de Cauca y el sur del departamento del Valle del Cauca. En 2023 el 81,22% de su producción se vendió en Colombia, mientras que el 18,78% se exportó, principalmente a Estados Unidos, Chile y la Unión Europea.

## Historia
Fue fundado el 29 de julio de 1963, en El Ortigal, en el municipio de Florida.
El 1 de mayo de 1980, entro a formar parte de la Organización Ardila Lülle.
En 2005, entro en operación la planta de procesamiento de Alcohol carburante.
En 2008, adquirió la mayoría accionaria del Ingenio Presidente Benito Juárez, en el estado de Tabasco, México. que vendió en 2023 al Ingenio Santos.